# Синяя маска
«Синяя маска» (англ. The Blue Spirit) — тринадцатый эпизод первого сезона американского мультсериала «Аватар: Легенда об Аанге».

## Сюжет
Командующий Джао просит полковника Шайну дать ему юяньских лучников для охоты за Аватаром, но тот отказывает. Однако прилетает почтовая птица, и выясняется, что Хозяин Огня Озай повышает Джао до адмирала. Теперь он уже приказывает отдать ему лучников. Это подслушивает человек в синей маске. Сокка заболел после недавней бури, а затем Аанг понимает, что Катара заразилась от брата. Он идёт за лекарством, однако из-за непогоды, решает отправиться за ним пешком. Джао подплывает к кораблю Зуко, и его подчинённые требуют докладывать всю информацию об Аватаре лично адмиралу, но он ничего не рассказывает и прогоняет их. Ослабленная болезнью Катара отправляет Момо за водой. Аанг приходит к травнице и просит лекарство для друзей. Она много беседует и долго готовит какую-то смесь. Зуко в одиночку тренируется на корабле, и когда приходит дядя Айро, принц переживает, что Джао с новыми возможностями имеет все шансы поймать Аватара раньше него, и Зуко окончательно лишится шансов на прежнюю жизнь.
Травница заканчивает готовку, и Аанг хочет взять смесь, но старуха говорит, что это еда для кошки, а Аангу нужны мороженые древесные лягушки, которых Сокка и Катара должны будут сосать. Уйдя из её дома, он набирает лягушек и сталкивается с лучниками. Им удаётся его схватить и доставить к Джао. Адмирал злорадствует пленению Аватара и говорит, что тот будет навсегда заточён, и они не станут его убивать, так как он возродился бы в другом теле, и им пришлось бы его снова искать. Тем временем Момо приносит Катаре крысу вместо воды, и она отправляет его опять. Синяя маска пробирается к крепости Джао, пока тот зачитывает речь о поимке Аватара перед своей армией. Парень побеждает стражу и освобождает Аватара. Лягушки Аанга разбежались, и он пытается собрать их по пути, но Синяя маска тащит его к выходу.
Момо раз за разом приносит Катаре не то, что нужно, и она оставляет его в покое. Джао замечает пропажу Аватара, а Аанг и Синяя маска подбираются к выходу. Однако из-за тревоги их замечают. По пути они сражаются с солдатами Нации Огня. Синей маске и Аангу почти удаётся бежать из крепости, пока маги Огня их не окружают у ворот крепости и не направляют на них потоки огня, однако Джао говорит, что Аватара надо взять живым, и тогда Синяя маска приставляет к горлу Аанга мечи, уводя его за ворота. Адмирал отпускает их, чтобы затем юяньский лучник сделал своё дело. Синяя маска и Аанг отходят от крепости, и лучник стреляет в похитителя, вырубая его. Аватар замечает под маской ожог, и когда снимает её, то видит Зуко. Приближается стража, и Аанг хочет убежать, но решает спасти Зуко, взяв его с собой. Джао злится из-за того, что упустил обоих. Аватар отводит Зуко в безопасное место в лесу, и когда тот приходит в себя, Аанг немного рассказывает о себе. Он думает, что они с Зуко могли бы подружиться, ведь у него раньше был друг из Нации Огня, но принц атакует, и Аанг убегает по деревьям. Зуко возвращается на свой корабль и ничего не рассказывая дяде, идёт спать. Измождённый Аанг вновь набирает мороженых лягушек, возвращается к друзьям и наконец даёт им лекарство. Сокка спрашивает, не подружился ли Аанг с кем-нибудь, и Аватар полагает, что нет. Он ложится на Аппу и думает о случившимся, как и Зуко, лежащий в кровати. После Сокке и Катаре становится лучше, и лягушки отмерзают; брат и сестра осознают, кого сосали, и отплёвываются.

## Отзывы

Динамика оценок IGN к эпизодам 1 сезона мультсериала

Тори Айрленд Мелл из IGN поставил серии оценку 8,3 из 10 и написал, что «одним из самых захватывающих аспектов этого эпизода было знакомство с юяньскими лучниками, командой высококвалифицированных стрелков из нации Огня». Критик понадеялся увидеть их в следующих сериях. Рецензент также отметил, что «было здорово видеть Аанга в команде с кем-то компетентным». Это заставило его гадать над личностью Синей маски. Мелл пишет: «Всё, что они делали, было поставлено идеально. Персонаж был хорошо прописан и говорил о многом, не произнося ни слова». Критик также подметил трогательный момент в конце, «когда принц Зуко заснул и повернулся спиной к флагу Нации Огня», и был уверен, что «это главный поворотный момент в мультсериале».
Хайден Чайлдс из The A.V. Club акцентировал внимание на сцене с «ливнем» из стрел, «которая встречается во многих фильмах». Он также поругал адмирала Джао, когда тот насмехался над геноцидом народа Аанга. Критик написал, что хотя впервые смотрел эпизод давно, он помнил своё удивление, когда под маской показали Зуко, ибо «думал, что мы имеем дело с новым игроком». Рецензент похвалил колебание Аанга в выборе, спасать ли Зуко в конце или нет, назвав этот эмоциональный момент «одним из лучших на данное время».
Screen Rant и CBR поставили серию на 3 место в топе лучших эпизодов 1 сезона мультсериала по версии IMDb. Кевин Таш из Collider включил серию в список «7 важнейших эпизодов» мультсериала.